# دیک جانسون مرده‌است
دیک جانسون مرده‌است (به انگلیسی: Dick Johnson Is Dead) یک فیلم مستند آمریکایی محصول ۲۰۲۰ به کارگردانی کیرستن جانسون و نویسندگی مشترک جانسون و نلس بانگرتر است. داستان بر روی پدر جانسون ریچارد متمرکز است، که از زوال عقل رنج می‌برد، و شیوه‌های مختلفی را به تصویر می‌کشد، جانسون پیر در کنار شوخ‌طبعی و تخیلات خیالی دخترش بازی می‌کند. این فیلم اولین بار در جشنواره فیلم ساندنس ۲۰۲۰ به نمایش درآمد، جایی که جایزه ویژه هیئت داوران را برای نوآوری در داستان‌نویسی برنده شد. این فیلم در تاریخ ۲ اکتبر سال ۲۰۲۰ توسط کمپانی نتفلیکس منتشر شد.

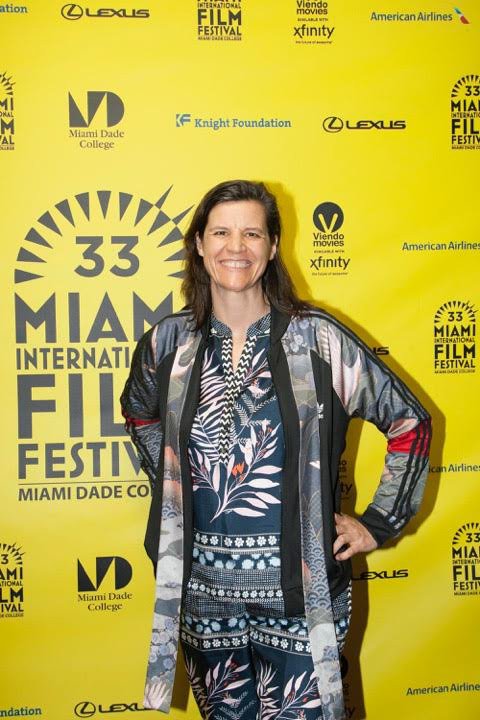
کارگردان کیرستن جانسون در جشنواره بین‌المللی فیلم میامی

این فیلم شامل عکس‌های خانوادگی و فیلم‌های خانگی جانسون، از جمله عکس همسر ریچارد جانسون است که در سال ۲۰۰۷ بر اثر بیماری آلزایمر درگذشت.

## انتشار فیلم
اولین نمایش فیلم در تاریخ ۲۵ ژانویه سال ۲۰۲۰ در جشنواره فیلم ساندنس ۲۰۲۰ بود. در تاریخ ۲ اکتبر ۲۰۲۰ از طریق نتفلیکس منتشر شد.